# 耿马对囊蕨
耿马对囊蕨（学名：Deparia dolosa var. chinensis）也称为中华蛾眉蕨，为蹄盖蕨科对囊蕨属下的一个变种。